# Barranco Sarrón
El barranco Sarrón es un curso de agua del norte de la península ibérica, afluente del río Ésera. Discurre por la provincia española de Huesca.

## Historia
Discurre por la provincia de Huesca. Este curso de agua, que pasa junto a Torres del Obispo, es afluente por la izquierda del río Ésera. Aparece descrito en el decimotercer volumen del Diccionario geográfico-estadístico-histórico de España y sus posesiones de Ultramar de Pascual Madoz de la siguiente manera:

SARRON: barranco en la prov. de Huesca, part. jud. de Benabarre: se forma de las aguas de la parte oriental del cast. de Laguarres, del Mas de la Fon Pedrosa, y de parte de los térm. de Benabarre, Aler , Castarlenas, Torre del Obispo, Aguinaliu, Juseo, Pueyo de Marguillen, y Cancer, tomando ya el nombre con que le describimos en el térm. de Torres del Obispo, por cuya inmediación desciende, titulándose también Sarrón; otro arroyito que como uno nomnombrado de Pezuals baja del monte de Aler: durante su curso riega bastante huerta en el térm. de Torres y alguna en el de Cáncer, bajo del cual desagua por la izq. del r. Esera para introducirse con este r. por dos altísimas montañas de piedra cortadas por la naturaleza para darle paso hacia el Cinca, las cuales facilitan la enorme presa que casi al fin de ellas debiera construirse para dar principio al canal de la Litera. Las aguas de este barranco no esceden ordinariamente de dos muelas, por cuyo motivo carece de puentes, aunque su caudal acrece muchísimo en época de lluvias por recibirlo desde grandes dist. y de terrenos elevadísimos: pero mueve en Aler, Torres y Aguinaliu 6 muelas de harina y otra para deshacer la aceituna. Apenas cria pescado.
(Madoz, 1849, p. 875)

Las aguas del río, perteneciente a la cuenca hidrográfica del Ebro, acaban vertidas en el mar Mediterráneo.